# Éric Hassli
Éric Hassli (* 3. Mai 1981 in Saargemünd) ist ein ehemaliger französischer Fussballspieler. Er spielte auf der Position des Stürmers und stand zuletzt beim Sarreguemines FC unter Vertrag.

## Karriere

### Die ersten Stationen
Bis zum Jahr 2000 spielte Hassli, aufgewachsen in Lothringen, für die AS Saargemünd. Mit 19 Jahren wechselte er zum FC Metz. Nach knapp zweieinhalb Jahren wechselte er auf Leihbasis zum englischen Verein FC Southampton. Er erzielte sechs Tore in neun Spielen und kehrte nach sechs Monaten zum FC Metz zurück.

### 2003 bis 2011: Schweiz und Frankreich
Nach weiteren sechs Monaten wechselte er in die Schweizer Liga zu Neuchâtel Xamax. Hier konnte er nicht richtig Tritt fassen und wechselte zum Servette FC Genève. Der Klub ging aber nur ein halbes Jahr später insolvent; so kam er am Jahresbeginn 2005 zum FC St. Gallen.
Beim FC St. Gallen erzielte er in 47 Pflichtspielen 18 Tore. Durch seine Auftritte wurden Klubs aus Frankreich auf ihn aufmerksam. Er wechselte im Sommer 2006 zum FC Valenciennes.
Beim FC Valenciennes musste er sich wieder mit der Reserverolle abfinden und wechselte ein Jahr später wieder in die Schweiz zum FC Zürich. In der Saison 2008/09 fand er wieder zu seinen Stärken zurück. In dieser Saison erzielte er so in 27 Spielen 17 Tore wurde mit der Mannschaft Schweizer Meister.

### 2011 bis 2015: Hassli in Nordamerika
2011 wechselte er auf eigenen Wunsch in die Major League Soccer, in der er beim kanadischen Klub Vancouver Whitecaps unterkam. Sein Vertrag wäre im Sommer ausgelaufen, der FCZ liess ihn aber wegen seiner Verdienste vorzeitig ziehen. Der 29-jährige Hassli erhielt in Vancouver einen Vierjahresvertrag und wurde dort Teamkollege der ehemaligen Super-League-Profis Alain Rochat (ehemals FC Zürich) und Davide Chiumiento (ehemals FC Luzern).
Während der Saison 2012 wechselte er zum Toronto FC. Hassli bekam dort den Status eines Designated Player und konnte somit außerhalb der Gehaltsvorgaben der MLS bezahlt werden.
Am 4. Februar 2013 ging er zum FC Dallas. Er wechselte im Austausch für einen weiteren Draft beim MLS SuperDraft 2014. Nach einem Jahr in Dallas trennte man sich am in beiderseitigen Einvernehmen.
Hassli unterzeichnete anschließend einen Vertrag beim Scorpions FC in North American Soccer League.

### Seit 2015: Rückkehr nach Lothringen
Am 9. November 2015 wechselte er zurück in seine Geburtsstadt zum Sarreguemines FC. Am 11. März 2016 beendete er nach nur vier Monaten seine aktive Spielerkarriere.

## Erfolge
- Schweizer Meister: 2009